# Најслабија карика
Најслабија карика је телевизијска играна емисија која је своју премијеру имала у Великој Британији на BBC 2 телевизији, 14. августа 2000. године. Прва водитељка квиза, Ен Робинсон, водила је ову емисију до 2012. године.
У квизу девет такмичара вођени упечатљивим водитељем домаћином у више кругова одговара на занимљива питања општег знања. На крају сваког круга питања, такмичари одлучују гласањем ко је „најслабија карика”. Онај од такмичара који добије највећи број гласова напушта квиз уз фразу водитеља „Ви сте најслабија карика. Довиђења”.
Формат је лиценциран широм света у више од 45 земаља, а многе земље адаптирају Најслабију Карику својим тржиштима, што је етаблирало успех формата, обзиром да је Карика друга најпопуларнија међународна франшиза.
Најслабија Карика стигла је у Србију почетком септембра 2003, а као један од најпопуларнијих квизова, емитован је у више сезона, све до 2006. године. Емисију је водила Сандра Лалатовић која је уливала страх у кости гледаоцима и такмичарима. Квиз се емитовао све до 2006. Године. Оно што даје посебност квизу „Најслабија карика” јесте водитељ. Сандра је била оштроумна, бритког језика и спремна да у сваком тренутку каже оно што мисли.
Почетком 2023. године, саопштено је да се Најслабија карика враћа у Србију. Прва телевизија у сарадњи са продукцијском кућом Two Rivers добила је лиценцу за овај квиз са наградним фондом од пет милиона динара. Емитовање је почело 21. марта 2023. у термину од 21 час.
Водитељ нове Најслабије карике је познати глумац Никола Којо.

## Правила квиза
У игри учествује тим од девет (у неким страним верзијама осам) такмичара који се не познају. Међутим, да би имали прилику да освоје награду, морају да раде као тим, али само један осваја новчану награду до 5.000.000 динара. Из кола у коло, играчи се међусобно номинују, а такмичар који добије највише гласова својих саиграча напушта игру као најслабија карика. Последња двојица преосталих у игри иду у финале квиза. У финалу сваком такмичару се поставља до пет питања, а победник је онај који има више тачних одговора. Ако су такмичари дали исти број тачних одговора, прелазе на елиминацију, где настављају да одговарају у пару, с тим да ако неко одговори погрешно губи.